# Franz August Westphal

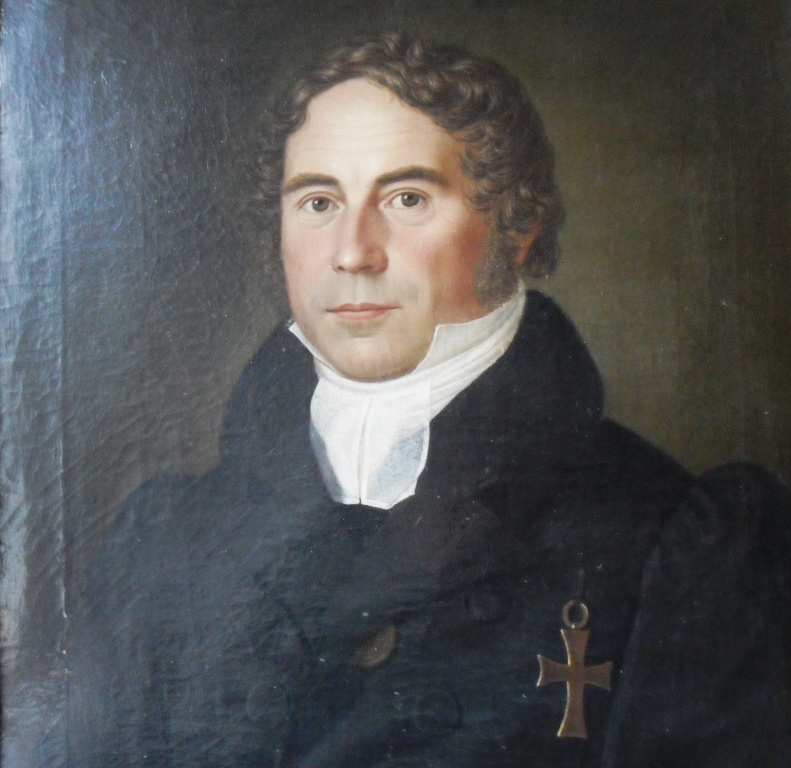
Franz August Westphal, Gemälde, 1829

Franz August Christian Friedrich Westphal (* 20. Februar 1779 in Thiede; † 20. Februar 1847 in Braunschweig) war ein deutscher lutherischer Theologe in Braunschweig, Hof- und Domprediger, Direktor der Waisenhaus- und der Garnison-Schule und Abt des Stifts Königslutter.

## Leben
Westphal besuchte das Gymnasium in Wolfenbüttel und studierte ab 1798 Theologie an der Universität Helmstedt. Von 1801 bis 1807 leitete er die Waisenhausschule in Braunschweig. Im Jahr 1805 unternahm er eine dreimonatige Bildungsreise in die Schweiz, um an den von Johann Heinrich Pestalozzi in Münchenbuchsee bei Bern und in Yverdon-les-Bains (Iferten) geführten Erziehungsanstalten dessen neue, in ganz Europa bekannt gewordene Unterrichtsmethode kennenzulernen. Auf dem Weg nach Bern informierte er sich bei Wilhelm Friedrich Hufnagel in Frankfurt am Main über die gerade neu gegründete Musterschule, die sich an der Methodik von Pestalozzi ausrichtete. Während des Aufenthalts in Bern besuchte Westphal auch die landwirtschaftliche Erziehungsanstalt von Philipp Emanuel von Fellenberg auf dessen Gut Hofwil.
Von 1807 bis 1819 war Westphal Pastor in Klein Stöckheim (heute als Stöckheim Stadtteil von Braunschweig).
Von 1815 bis 1816 wurde ihm das Kriegs-Predigtamt im Braunschweigischen Truppenkorps übertragen. Als Feldprediger nahm er im Juni 1815 an der Schlacht bei Quatre-Bras und an der Schlacht bei Waterloo teil. Am 18. Juni 1816 hielt er zur Feier des Siegesfestes auf dem Exerzierplatz in Braunschweig eine Rede vor den Braunschweigischen Truppen. Als zu Ehren des Generalmajors Johann Elias Olfermann (1776–1822), der die braunschweigischen Truppen nach dem Tod von Herzog Friedrich Wilhelm in der Schlacht bei Quatre-Bras am 16. Juni 1815 befehligt hatte, am Braunschweiger Nußberg eine Gedenksäule aufgestellt wurde, hielt Abt Westphal am 18. Oktober 1832 die Weiherede.
1819 wurde Westphal zum Pastor in Süpplingen bestellt und dort 1821 zum Superintendenten ernannt. 1824 berief ihn Herzog Karl II. zu Braunschweig-Lüneburg zum Hof- und Domprediger in Braunschweig, ein Amt, das er bis zu seinem Tod innehatte.  Im gleichen Jahr wurde er zum Abt des Klosters Michaelstein bei Blankenburg am Harz ernannt. Seine Berufung in das Amt des Direktors der Waisenhaus- und Garnisonschulen im  Herzogtum Braunschweig erfolgte am 27. Juli 1824. 1828 wurde Abt Westphal vom Magistrat der Stadt auch das Direktorium des Unterrichts und der Erziehung   
für das am 6. September eröffnete Taubstummen-Institut in Braunschweig übertragen. Die schwere Behinderung, die taubstumme Kinder erleiden, hatte Westphal schon in früheren Jahren berührt. Als Hof- und Domprediger übernahm er die Vorbereitung taubstummer Kinder auf die Konfirmation. Überliefert sind zwei Predigten, die er 1826 und 1827 bei der Konfirmation taubstummer Jugendlicher im Braunschweiger Dom hielt. Seine Erfahrungen mit dem Unterricht und der Erziehung von hörgeschädigten Jugendlichen fasste er 1830 in seiner Mittheilung über den Unterricht und die Erziehung der Zöglinge des Taubstummen-Instituts zusammen, die in dem Buch von Dr. med. David Mansfeld Das Taubstummen-Institut zu Braunschweig von seiner Errichtung bis zum Ende des Jahres 1829 abgedruckt worden ist.
Am 21. Mai 1829 ernannte ihn der Herzog zum Abt des Stiftes Königslutter.
Neben seinen Aufgaben als erster Prediger am Braunschweiger Dom und Abt des Stifts Königslutter war Abt Westphal auch Seelsorger der herzoglichen Familie und trat bei öffentlichen Feiern zu Ehren des regierenden Herzogs auf. Auch bei politischen und militärischen Ereignissen im Herzogtum Braunschweig musste er kraft seines kirchlichen Amtes das Wort ergreifen. Die kirchlichen Ämter, in die er von Herzog Karl II. berufen worden war, standen zur Disposition, als Herzog Karl II. nach einer Regierungszeit von nur 7 Jahren vor den Unruhen in der Braunschweiger Revolution vom  September 1830 aus dem Land flüchtete. Doch Karls Bruder und Nachfolger, Herzog Wilhelm, bestätigte Westphal in seinen Ämtern und so konnte er bereits am Tag des Regierungsantritts von Herzog Wilhelm an der feierlichen Ableistung des Diensteides durch das Braunschweiger Truppenkorps mitwirken. Anschließend hielt Westphal im Braunschweiger Dom sowohl die Predigt am 25. April 1831 aus Anlass des Regierungsantritts des neuen Herzogs wie auch den Gottesdienst bei der Eröffnung des allgemeinen Landtages am 30. September 1831.
Am 20. Februar 1847 verstarb Westphal. Überregional bekannt wurde Westphal nach seinem Tod durch Zeitungsberichte über eine angebliche Sterbevision. Danach sei er während seiner Zeit als Pastor in Klein Stöckheim in der Nacht durch das Klopfen an der Tür des Pfarrhauses geweckt worden. Ein ihm unbekannter Mann habe ihn wortlos zur offen stehenden Kirchentür geleitet und sei sogleich verschwunden. An der Tür habe der Pastor die Worte „Abt Westphal, gestorben 20. Februar 1847“ entziffern können. Sein Erlebnis habe er mit seiner Familie geteilt, ohne aber die Jahreszahl preiszugeben. Und tatsächlich sei der Pastor später zum Abt ernannt worden und an dem angekündigten Todestag verstorben.

## Privates
Westphal war der älteste von drei Söhnen des Pastors und Superintendenten zu St. Georg in Thiede, Ferdinand Ernst Westphal (1735–1804) und seiner Ehefrau Charlotte Sophie Westphal geb. Knittel (1758–1840). Sein jüngerer Bruder Ludwig August Wilhelm Westphal (1785–1825) war Superintendent in Hessen bei Osterwieck. Der weitere Bruder Wilhelm Heinrich Julius Westphal (1792–1850) wurde 1840 Geistlicher Konsistorialrat in Wolfenbüttel und verstarb an der Cholera. Sein Großvater, der Notar Urban Georg Westphal (1699–1743) aus Königslutter, stand in Diensten des herzoglichen Hofs in Wolfenbüttel. Sein Großvater mütterlicherseits war der Theologe, Konsistorialrat und Generalsuperintendent in Wolfenbüttel Franz Anton Knittel (1721–1792), der durch seinen Fund von Fragmenten der „Gotenbibel des Bischofs Ulfila“ in der Herzoglichen Bibliothek in Wolfenbüttel und seine umstrittene lateinische Übersetzung bekannt geworden ist.
Westphal war verheiratet mit Johanne Juliane Luise Westphal, geb. Dankworth (1784–1861), Tochter von Johann Philipp Dankworth (1748–1827) und von Wilhelmine Marie Justine Dankworth, geb. Stallmann (* 1753 in Engelnstedt/Salzgitter). Sein Schwiegervater Dankworth war zunächst Schul- und Rechenmeister und später Commisair und Rechnungsführer des „Herzoglichen Intelligenz-Comtoir“ (Amtliches Anzeigenblatt) in Braunschweig. Seit seiner Berufung als Hof- und Domprediger in Braunschweig 1824 lebte Westphal mit seiner Familie in den Stiftsherrenhäusern des Stifts von St. Blasii, Burg Nr. 4 (heute Kleine Burg Nr. 4). Direkte Nachkommen von Abt Westphal sind u. a. Heinrich Westphal (1859–1920), Apotheker in Jerxheim, Kreis Helmstedt, und dessen Söhne Hans und Heinrich Westphal. Hans Westphal (1895–1974) wurde am Standort Salzgitter-Thiede ebenfalls Apotheker. Dort betreiben seine Nachkommen zwei Apotheken. Der ältere Bruder von Hans Westphal, Heinrich Westphal (1889–1945), war ein Architekt des Neuen Bauens der 1920er Jahre. Dessen Enkel Bernd Westphal (* 1944) ist ein deutscher Diplomat.

## Auszeichnungen
Am 19. September 1837 verlieh ihm die Theologische Fakultät der Universität Göttingen aus Anlass der 100-Jahr-Feier den Doktorgrad der Theologie. Für seine Teilnahme an den Schlachten von Quatre-Bras und Waterloo als Feldprediger des Braunschweigischen Truppen-Corps wurde ihm die herzogliche Medaille zum Andenken des Feldzugs im Jahre 1815 verliehen.